# 현상수배 (영화)
《현상수배》는 1997년에 개봉한 대한민국의 영화이다.

## 캐스팅
- 박중훈 : 제이 킴 / 써니 초우 역
- 레베카 린 : 찰리 역
- 벤 옥슨볼드 : 조 역
- 스티브 베스토니 : 리코 역
- 로버트 마모네 : 수밍 역
- 알렌 시니스 : 독 머니 역
- 패트릭 워드BB 로저슨 역
- 알렌 수 : 퐁 역
- 데미안 파이크 : 스티브 역
- 제이슨 총 : 츄 역
- 러셀 키펠 : 프랭크 역